# Raúl Caballero Escamilla
Raúl Caballero Escamilla (Marín, Nuevo León, 31 de mayo de 1919-16 de marzo de 2001) fue un sindicalista y político mexicano, miembro del Partido Revolucionario Institucional (PRI). Fue dirigente sindical de los trabajadores de Nuevo León desde 1971 hasta su muerte, y dos veces diputado federal y una senador.

## Biografía
Era licenciado en Derecho egresado de la Universidad Autónoma de Nuevo León (UANL), durante lo cual fue líder estudiantil. De 1943 a 1948 fue presidente de la Junta Local de Conciliación y Arbitraje de Nuevo León. En 1949 fue elegido diputado al Congreso del Estado de Nuevo León por el distrito 3 local.
De 1957 a 1958 fue agente del Ministerio Público y en 1970 fue regidor del Ayuntamiento de Monterrey presidido por Gerardo Torres Díaz. El 31 de mayo de 1971 fue elegido secretario general de la Federación de Trabajadores de Nuevo León, sección en el estado de la Confederación de Trabajadores de México (CTM) y permaneció en dicho cargo gasta su fallecimiento. Simultánemente fue secretario de Acción Obrera del comité estatal del PRI en Nuevo León de 1971 a 1983.
En 1976 fue elegido por primera ocasión diputado federal, representando al Distrito 3 de Nuevo León en la L Legislatura que concluyó en 1979; en 1982 fue elegido a su vez senador por Nuevo León en primera fórmula para las Legislaturas LII y LIII con concluyeron en 1988. Este último año fue por segunda ocasión diputado federal, esta vez por el Distrito 11 de Nuevo León a la LIV Legislatura, concluyendo su mandato constitucional en 1991.
De 1996 a 1997 fue uno de los secretarios generales sustitutos del comité nacional de la CTM. Falleció el día 31 de mayo de 2001, en ejercicio de su cargo al frente de los trabajadores de Nuevo León.